# 王導

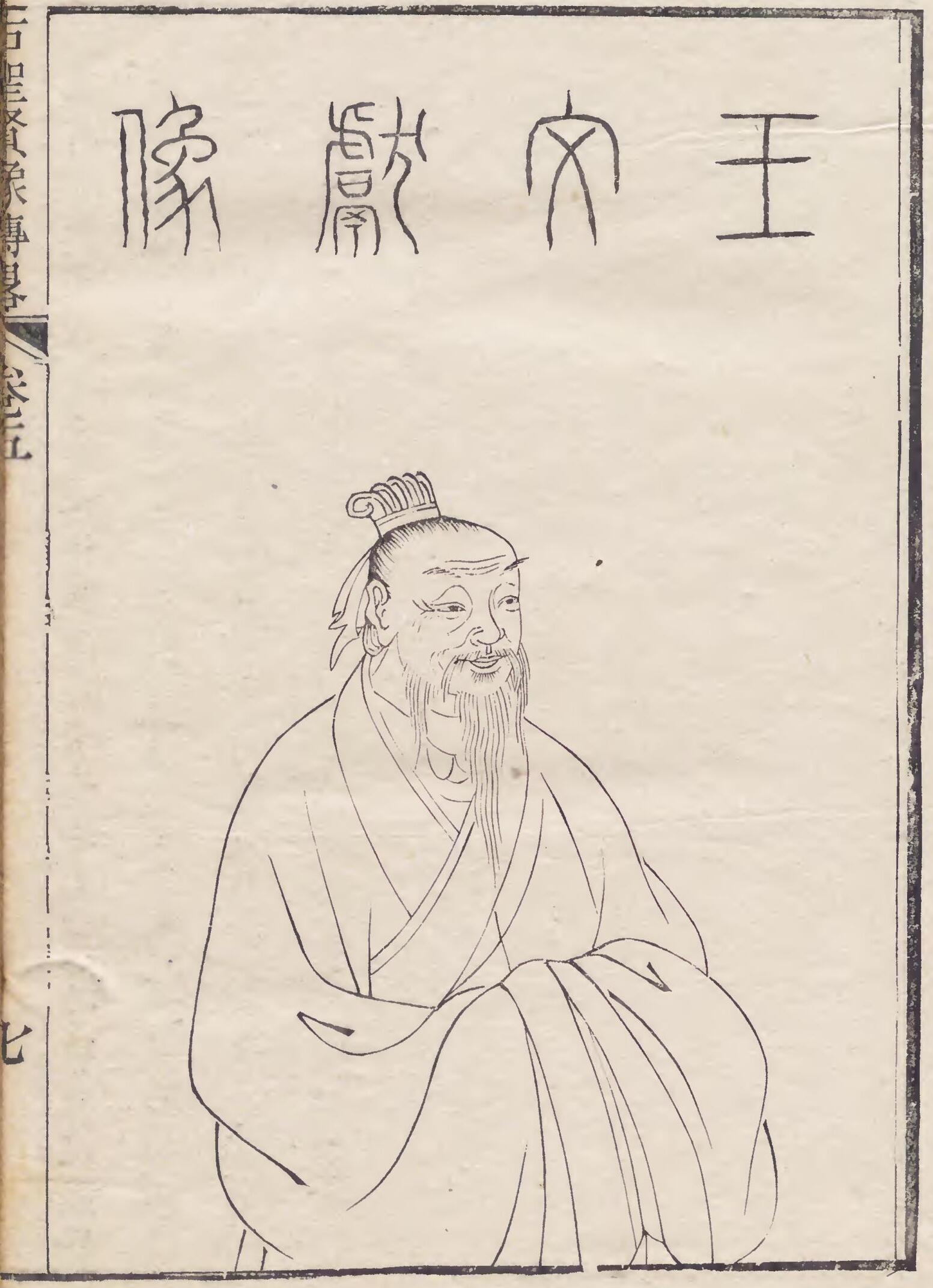
王導

王 導（おう どう、咸寧2年（276年）- 咸康5年7月18日（339年9月7日））は、中国の晋代の政治家。字は茂弘。西晋及び東晋に仕え、彼の働きによって琅邪王氏は六朝時代の南朝を代表する名門貴族となった。王覧（王祥の異母弟）の孫で王裁の子。王悦・王恬・王洽・王協・王劭・王薈などの父。東晋の大将軍王敦は従兄、書家の王羲之は従甥に当たる。

## 生涯
西晋時代は要職を歴任し、当時の司空であった東海王司馬越の参軍となった。その後、安東将軍として下邳に出鎮する琅邪王司馬睿の司馬に移った。また、中原の動乱を予測した王導は瑯琊王睿に洛陽から建康に移るように進言し、307年に建康に移った。
永嘉の乱が起こり、劉淵の立てた漢によって西晋は攻撃を受ける。劉淵の後を継いだ劉聡は洛陽を攻め落とし、懐帝は捕らえられ、晋の皇族の大半は殺されてしまう。建興元年（313年）に懐帝が殺されると、長安に落ち延びた司馬鄴が即位するが劉曜に攻められ、建興4年（316年）に捕らえられ一族もろとも翌年に殺されてしまう。その際江南に逃れており、これらの災難から逃れる事が出来た数少ない皇族の一人である司馬睿は、建武元年（317年）に王導の後見で元帝として即位する。これが東晋の始まりである。
王導は東晋の宰相として、顧栄・賀循・紀瞻・庾亮・卞壼・諸葛恢・干宝・郭璞などの人材を元帝に推薦した。「百六掾」と呼ばれるこれら百余人の属官達は、華北から逃れてきた貴族と江南の豪族とで構成されており、王導は利害の異なるこれらの人々を配下に集めることで彼らの対立を取りまとめ、これによって東晋の政権基盤を安定させようと考えた。一方、従兄の王敦に兵を与えて長江中流域を制圧することに成功する。
しかし、元帝は政治・軍事の両面で、琅邪王氏の存在が大きくなることを警戒するようになり、劉隗・刁協らを重用して、王導の政治力を排除しようとした。永昌元年（322年）、大将軍となっていた王敦は元帝のこのような動きに不満を持ち、劉隗・刁協の打倒を名目に武昌で挙兵した（王敦の乱）。この時、首都建康にいた王導は、劉隗により反乱者の同族として処刑されかけるが、周顗の取りなしにより事なきを得ている。同年、元帝は崩御して明帝が即位し、太寧2年（324年）に蘇峻らによって王敦の反乱は鎮圧されるが、王導は失脚することなく政治を執り続けた。
太寧3年（325年）、明帝が崩御し成帝が即位すると、王導は司徒として中書令の庾亮と共に政治を任されることになった。成帝の外戚であった庾亮は、当時王導をしのぐ権勢を誇り、北来の貴族と江南土着の豪族との間のバランスを重視する王導の政治方針に変えて、厳格な法治主義によって皇帝の権威を強化しようと考えるが、咸和2年（327年）、蘇峻が庾亮打倒を名目に反乱を起こす事態を招いてしまう（蘇峻の乱）。咸和4年（329年）に陶侃・郗鑒らによって反乱が鎮圧されると、庾亮は中書令を辞して地方に鎮したので、再び王導が単独で政治を執ることになった。
後に庾亮は王導の施政が寛厚すぎるとして、挙兵して王導を廃そうと考えたが、郗鑒の賛同が得られず挙兵を思いとどまった。ある者がそのことを王導に伝えたが、王導は「自分と庾亮は、国家のために喜憂をともにしている。だからもし彼が自分を不義不忠の者として攻めてくるのなら、自分は潔く官を辞して隠居しよう。何も恐れることはない」と語ったという。
咸康5年7月庚申（339年9月7日）、64歳で死去。丞相を追贈された。
後世、東晋の簡文帝が危篤の際に、禅譲を迫ろうとした桓温に対し「諸葛亮や王導のようになれ」と皇帝を補佐した忠臣として引き合いに出したという。

## 伝記資料
- 『晋書』巻65 列伝第35